# Adelaide United
Adelaide United Football Club este un club de fotbal din Adelaide, statul Australia de Sud, Australia. Clubul a fost fondat în 2003 și în prezent evoluează în A-League.
Adelaide United deține recordul pentru cea mai categorică victorie într-un meci din A-League, după ce a învins-o pe North Queensland Fury cu 8-1 pe Hindmarsh Stadium pe data de 21 ianuarie 2011 în fața a 10.829 de spectatori.

## Lotul actual
| Nr. |           | Poziție | Jucător                        |
| --- | --------- | ------- | ------------------------------ |
| 1   | Australia | P       | Eugene Galekovic (Captain)     |
| 2   | Australia | F       | Michael Marrone                |
| 3   | Italia    | M       | Iacopo La Rocca                |
| 4   | Australia | F       | Dylan McGowan                  |
| 5   | Australia | M       | Osama Malik                    |
| 7   | Spania    | A       | Pablo Sánchez                  |
| 8   | Spania    | M       | Isaías                         |
| 9   | Spania    | A       | Sergio Cirio                   |
| 10  | Argentina | M       | Marcelo Carrusca (Vicecăpitan) |
| 11  | Australia | A       | Bruce Djite                    |
| 12  | Australia | M       | Mark Ochieng                   |
| 13  | Australia | A       | Dylan Smith                    |
| 14  | Australia | M       | George Mells                   |

| Nr. |           | Poziție | Jucător                                  |
| --- | --------- | ------- | ---------------------------------------- |
| 15  | Australia | F       | Ben Warland                              |
| 16  | Australia | F       | Craig Goodwin                            |
| 17  | Australia | A       | Mate Dugandzic                           |
| 18  | Australia | M       | James Jeggo                              |
| 19  | Australia | A       | Eli Babalj (împrumutat de la AZ Alkmaar) |
| 20  | Australia | P       | John Hall                                |
| 21  | Australia | F       | Tarek Elrich                             |
| 23  | Australia | F       | Jordan Elsey                             |
| 24  | Australia | M       | Bruce Kamau                              |
| 28  | Australia | M       | Antoni Trimboli                          |
| 30  | Australia | P       | John Solari                              |
| 32  | Australia | M       | Nathan Konstandopoulos                   |

## Stafful tehnic și medical

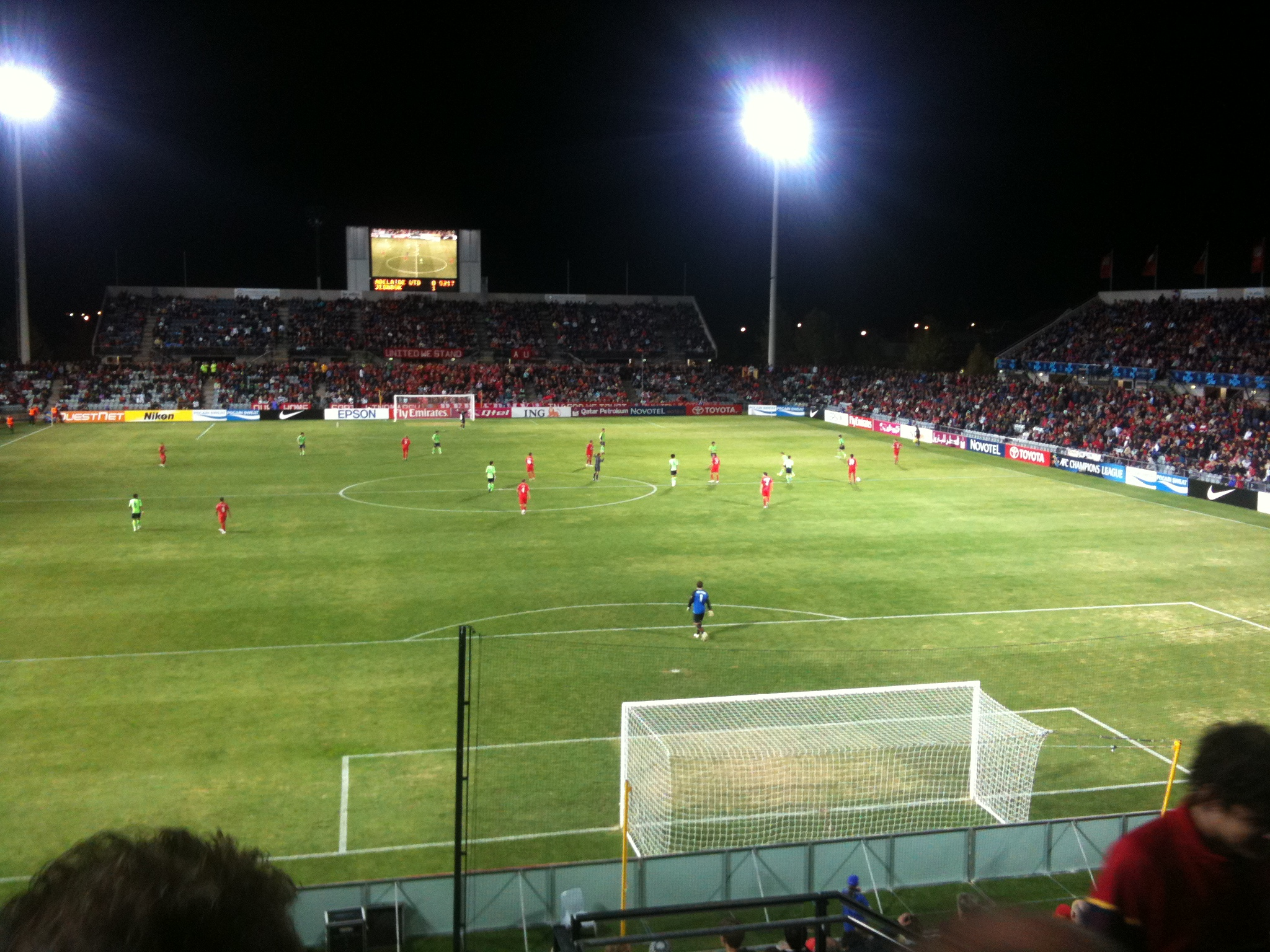
Adelaide United jucând cu Jeonbuk Hyundai Motors în AFC Champions League (2010)

| Post                     | Nume                       |
| ------------------------ | -------------------------- |
| Antrenor                 | Guillermo Amor             |
| Antrenor secund          | Pau Martí Michael Valkanis |
| Manager General          | Ante Kovacevic             |
| Antrenor de portari      | Peter Blazincic            |
| High Performance Manager | Greg King                  |
| Manager de echipament    | Milan Sofranic             |
| Medic                    | James Ilic                 |
| Trainer principal        | Peter Duke                 |
| Trainer                  | John Smith Dion Lambrinos  |
| Fizioterapeut principal  | Peter Chitti               |
| Fizioterapeut            | Harry Truong               |
| Dietician                | Anthony Mead               |

## Istoric antrenori
| Nume                           | Început       | Sfârșit         | Meciuri | Victorii | Egaluri | Înfrângeri | Victorii % | Note                                |
| ------------------------------ | ------------- | --------------- | ------- | -------- | ------- | ---------- | ---------- | ----------------------------------- |
| John Kosmina                   | Sept 2003     | Feb 2007        | 88      | 42       | 20      | 25         | 48%        | Primul loc în A-League 2005–06      |
| Aurelio Vidmar                 | 2 Feb 2007    | 30 iunie 2010   | 102     | 39       | 30      | 33         | 38%        | Finalistă AFC Champions League 2008 |
| Rini Coolen                    | 5 iulie 2010  | 21 Dec 2011     | 50      | 21       | 10      | 19         | 42%        | Primul antrenor străin              |
| John Kosmina                   | Dec 18, 2011  | Jan 28, 2013    | 44      | 19       | 10      | 15         | 43%        |                                     |
| → Michael Valkanis (interimar) | Jan 28, 2013  | 30 aprilie 2013 | 10      | 2        | 3       | 5          | 20%        |                                     |
| Josep Gombau                   | 1 mai 2013    | 24 iulie 2015   | 62      | 30       | 12      | 20         | 48%        | Câștigătoarea FFA Cup 2014          |
| Guillermo Amor                 | 24 iulie 2015 | prezent         | 9       | 2        | 2       | 5          | 22%        |                                     |

## Palmares

### Intern
- A-League și predecesoarea National Soccer League:

Prima clasată (1): 2005–06
Locul 2 (2): 2006–07, 2008–09
- Finale A-League Finals și predecesoarea National Soccer League (until 2004):

Vicecampioană (2): 2007, 2009
Prezențe (7): 2004, 2006, 2007, 2009, 2011, 2013, 2014, 2015
- FFA Cup:

Câștigătoare (1): 2014
- A-League Pre-Season Challenge Cup

Câștigătoare (2): 2006, 2007

### Asia
- AFC Champions League

Finalistă (1): 2008

### Internațional
- FIFA Club World Cup

Locul 5 (1): 2008

## Cluburi afiliate
- Fort Lauderdale Strikers[3][4]
- Shandong Luneng[5]